# Слюсаренко, Анатолий Игнатьевич
Анатолий Игнатьевич Слюсаренко (15 августа 1938, Студеница, Житомирская область — 16 декабря 2024) — советский и украинский учёный, доктор исторических наук (1982), профессор (1983); действительный член Национальной академии педагогических наук Украины (НАПНУ, 2003), академик Академии наук высшей школы Украины, Почётный профессор Киевского университета (2008).
Автор более 150 работ по истории Украины и СССР, включая монографии, учебники и методические пособия для высшей и общеобразовательной школы.

## Биография
Родился 15 августа 1938 года в селе Студеница Житомирской области Украинской ССР.
В 1966 году окончил исторический факультет Киевского государственного университета (в настоящее время Киевский национальный университет имени Тараса Шевченко). В этом же году был оставлен на работу в университете. Занимал должности: заведующий кабинетом истории, ассистент, доцент, профессор, заведующий кафедрой истории СССР и кафедрой новейшей истории Украины, с 1988 по 2003 год — декан исторического факультета Киевского университета. Заведующий кафедрой новейшей истории Украины (1992—2003 и 2015—2017). С 2004 года — профессор кафедры новейшей истории Украины. Под его руководством подготовлено и защищено более 30 кандидатских и 8 докторских диссертаций.
В 1971 году защитил кандидатскую диссертацию на тему «Руководство КП Украины развитием творческого содружества работников науки и промышленности (1959—1965 гг.)», в 1982 году защитил докторскую диссертацию на тему «Руководство КПСС развитием науки и внедрением её результатов в промышленное производство в условиях зрелого социализма: Опыт партийных организаций Украины». Член-корреспондент НАПНУ с 1999 года, академик НАПНУ с 2003 года.
В Киевском университете читал курсы: «Новейшая история Украины», «Основы экологии» и специальный курс — «История образования и науки Украины»; проводил семинарские занятия по курсам «Новейшая история Украины» и «История СССР».
А. И. Слюсаренко возглавлял научно-методическую комиссию по истории, был членом экспертного и профессионального советов Министерства образования и науки Украины, работал председателем специализированного совета по защите докторских и кандидатских диссертаций, являлся членом аналогичного совета в Институте истории Украины Национальной академии наук Украины и главным редактором исторической серии научного журнала «Вестник Киевского университета».
Был награждён орденами «Знак Почёта» (СССР) и «За заслуги» I, II, III степеней (Украина), а также медалями; удостоен академической награды Ярослава Мудрого (1998) и звания «Заслуженный работник образования Украины» (1994). Имеет награду Учёного совета Киевского университета (2013).
Умер 16 декабря 2024 года в возрасте 86 лет.